# Herbert Charles Brown

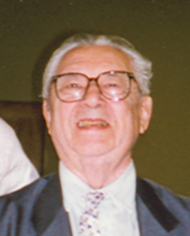
Herbert Charles Brown (1997)

Herbert Charles Brown (* 22. Mai 1912 als Herbert Brovarnik in London; † 19. Dezember 2004 in West Lafayette) war ein US-amerikanischer und britischer Chemiker.

## Leben
Er war der Sohn von jüdischen Emigranten aus der Ukraine. Die Familie zog 1914 in die USA. Im Herbst 1935 begann er das Studium der Chemie an der University of Chicago und beendete es 1936 mit dem B.S. Im gleichen Jahr nahm er die US-amerikanische Staatsbürgerschaft an. Am 6. Februar 1937 heiratete er Sarah Baylen. Ein Jahr später 1938 wurde er an der University of Chicago zum Ph. D. promoviert. Nach einer Postdoc-Zeit wurde er für vier Jahre Instructor an der gleichen Universität. Danach wechselte er an die Wayne University als Assistant Professor. Im Jahr 1946 wurde er zum Associate Professor und schließlich 1947 ordentlicher Professor an der Purdue University in West Lafayette, Indiana (USA). Diese Position hatte er bis zu seiner Emeritierung 1978 und als Emeritus bis zu seinem Tod inne. 1957 wurde er in die National Academy of Sciences, 1966 in die American Academy of Arts and Sciences gewählt. Am 19. Dezember 2004 verstarb er an den Folgen eines Herzinfarktes in einem Krankenhaus in Lafayette. Er hinterließ einen Sohn und eine Enkelin.

## Wissenschaftliche Leistung
Er erhielt im Jahr 1979 den Nobelpreis für Chemie zusammen mit Georg Wittig. Der Preis wurde verliehen für Verdienste in der Entwicklung von Borverbindungen zu wichtigen Reagenzien in der organischen Synthese. Brown entdeckte die meisten der heute üblichen Reduktionsmittel für Aldehyde und Ketone, wie Natriumborhydrid oder Lithiumaluminiumhydrid. Des Weiteren beschäftigte er sich mit der Addition von Boranen an Olefine.

Nicht-Klassische (A) und Klassische (B) Sichtweise des 2-Norbornyl-Kations

Brown war in eine jahrzehntelange Debatte mit Saul Winstein über den klassischen oder nichtklassischen Charakter des 2-Norbornyl-Kations (ein Derivat des Norbornan)  verwickelt. Er vertrat die klassische Interpretation als Carbenium-Ion, dessen Ladung schnell zwischen zwei enantiomeren Stellungen in der Ringstruktur wechselte und schrieb darüber sogar ein Buch. Durch NMR-Studien von George A. Olah und Kollegen und schließlich durch Röntgenstrukturanalyse 2013 wurde aber der nichtklassische Charakter (fünffach koordiniertes C-Atom, Carbonium-Ion, dessen positive Ladung zwischen drei C-Atomen delokalisiert ist) nachgewiesen.